# Beacon Roofing Supply
Pour les articles homonymes, voir Beacon.
Beacon Roofing Supply est une entreprise américaine spécialisée dans la distribution de matériaux de construction : Bardeaux d'asphalte, tuiles d'argile, ardoises, toitures métalliques, toitures monocouches, métal, le bitume modifié et les toitures de toiture multicouches.

## Histoire
En août 2017, CRH annonce la vente de ses activités de distributions aux États-Unis, Allied Building Products, à Beacon Roofing pour 2,6 milliards de dollars.

## Actionnaires
Liste des principaux actionnaires au 15 novembre 2019:
| Clayton Dubilier & Rice       | 40,2% |
| The Vanguard Group            | 8,92% |
| Dimensional Fund Advisors     | 6,81% |
| Frontier Capital Management   | 5,17% |
| Iridian Asset Management      | 4,99% |
| Capital Research & Management | 4,54% |
| Adage Capital Management      | 4,11% |
| Farley Capital II             | 3,84% |
| Rainier Investment Management | 2,94% |
| BlackRock Fund Advisors       | 2,93% |